# Telmatophilus caricis
Telmatophilus caricis là một loài bọ cánh cứng trong họ Cryptophagidae. Loài này được Olivier miêu tả khoa học năm 1790.